# Periboeum paucispinum
Periboeum paucispinum là một loài bọ cánh cứng trong họ Cerambycidae.